# Fabroniaceae
Fabroniaceae, porodica pravih mahovina u redu Hypnales. Postoji 19 rodova. Ime porodica došlo je po rodu Fabronia.

## Rodovi
1. genus: Anacamptodon Brid.
2. genus: Anisodon Schimp.
3. genus: Austinia Müll. Hal.
4. genus: Campylodontium Schwägr.
5. genus: Clasmatodon Hook. & Wilson
6. genus: Dimerodontium Mitt.
7. genus: Dubyella Schimp.
8. genus: Ectropodon Dixon
9. genus: Fabronia Raddi
10. genus: Hypnofabronia Dixon
11. genus: Ischyrodon Müll. Hal.
12. genus: Leptoischyrodon Dixon
13. genus: Levierella Müll. Hal.
14. genus: Macgregorella E.B. Bartram
15. genus: Merrilliobryum Broth.
16. genus: Myrinia Schimp.
17. genus: Rhizofabronia (Broth.) M. Fleisch.
18. genus: Schwetschkeopsis Broth.
19. genus: Taxitheliella Dixon